# Karl Ferdinand Fabricius
Karl Ferdinand Fabricius, auch Carl Ferdinand Fabricius (* 16. September 1798 in Stralsund; † 8. April 1842 in Breslau) war ein deutscher Rechtswissenschaftler und Heimatforscher.

## Leben
Fabricius stammte aus einer angesehenen Stralsunder Familie. Sein Vater Adam Fabricius war Stadtsyndikus und Bürgermeister; auch sein Halbbruder Karl Gustav Fabricius wurde später Bürgermeister in Stralsund.
Er besuchte das Gymnasium Stralsund und begann im Jahr 1818 mit dem Studium der Rechtswissenschaften an der Universität Jena. 1819 studierte er in Berlin, 1820/21 an der Universität Göttingen und dann wieder in Berlin. Von Ostern 1822 bis 1839 praktizierte er als Advokat in Stralsund und wurde Altermann litteratus des Gewandhauses Stralsund. 1832 promovierte er zum Dr. jur. an der Universität Göttingen. 1839 erhielt er eine Berufung zum außerordentlichen Professor des Römischen Rechts an der Universität Breslau.
Neben seinen rechtswissenschaftlichen Studien und Abhandlungen trat er mit Forschungen zur pommerschen Geschichte, insbesondere zur Rechts- und Verwaltungsgeschichte, hervor.
Karl Ferdinand Fabricius heiratete am 31. Juli 1829 Louise Emilie Sager (1807–1885), die Tochter des königlich-schwedischen Leibarztes Carl Georg Sager und der Anna-Dorothea Sager geb. Pommer-Esche, mit der er mehrere Kinder hatte und die als Witwe einige Jahre in Berlin lebte.
Eine Tochter aus dieser Ehe, Dorothea Gustava Wilhelmine Caroline Fabricius (1831–1908), veröffentlichte 1858 unter dem Namen G. Fabricius eine Übersetzung der Essays von Ralph Waldo Emerson mit einem Vorwort von Gisela von Arnim. Ein gleichnamiger Sohn, Karl Wilhelm Ferdinand Fabricius (1840–1912), machte sich als Archivar um das Stadtarchiv Stralsund verdient.

## Werke
- Der Stadt Stralsund Verfassung und Verwaltung. Stralsund, Trinius 1831. (Digitalisat in der Digitalen Bibliothek Mecklenburg-Vorpommern)
- Die Einführung der Kirchenverbesserung in Stralsund oder Die Achtundvierzig, eine Erzählung aus Stralsunds Vorzeit, mit einem chronologischen Anhange und der Kirchen- und Schulordnung von 1525. Stralsund 1835. (Digitalisat in der Digitalen Bibliothek Mecklenburg-Vorpommern)
- Ueber die Töne und Tonarten unserer Musik. In: Musikzeitung 1832
- Bruchstück aus der Chronik des Klosters zu Ribnitz von Lambert Slaggert, Franziskanerlesemeister zu Stralsund. 1838
- Über das frühere Slaventhum der zu Deutschland gehörenden Ostseeländer. In: Mecklenburgische Jahrbücher. Schwerin  1841, Sonderdruck (Digitalisat)
- Bruchstück aus der deutschen Chronik des Fräulein-Klosters St. Claren-Ordens zu Ribbenitz von Lambrecht Slagghert. Migeteilt von C. F. Fabricius.  In: Mecklenburgische Jahrbücher, Schwerin 1841, Sonderdruck  (Digitalisat).
- eine Dichtung an den Eichbaum in Sundine. Unterhaltungsblatt für Neu-Vorpommern und Rügen. 1842